# اتحاد الشباب التركي
اتحاد الشباب التركي (بالتركية: Türkiye Gençlik Birliği)‏ هي منظمة شبابية ثورية تركية معادية لأمريكا، مناهضة للأطلسي، وأوراسية مرتبطة ارتباطًا وثيقًا بالحزب الوطني. تأسست في 19 مايو 2006، وتضم 65 ناديًا وجمعية طلابية من أكثر من 40 جامعة تركية.اتحاد الشباب التركي تعارض أي عضوية تركية مستقبلية في الاتحاد الأوروبي وأي تعاون مع ما تسميه «الإمبريالية الأمريكية» ونظمت احتجاجات حاشدة ضد حزب العدالة والتنمية.

## التاريخ
في عام 2011، وضع أعضاء اتحاد الشباب التركي كيسًا أبيض على رأس بحار للبحرية الأمريكية في بودروم.
في عام 2013، تم تنظيم احتجاج مماثل في إسكندرونة. وهتفوا «لا نسمح لتركيا بأن تصبح مركز هجوم على الشرق الأوسط».
في 12 نوفمبر 2014، احتج أعضاء من اتحاد الشباب التركي بحارة البحرية الأمريكية من يو إس إس روس (DDG-71) التي كانت في إسطنبول وتخبرهم، باللغة الإنجليزية، «أنت تعلن أنك عضو في الجيش الأمريكي» والآن لأننا نعرّفك بالفُتّاك والقتلة، نريدك أن تخرج من أرضنا. كما هتفوا «يا يانكي، اذهبوا إلى دياركم» كما اعتدوا على ثلاثة بحارة وطاردوهم أثناء فرارهم من مكان الحادث. تم تسجيل الحادث بالفيديو. وأصدرت «تي جي بي» بيانا قالت فيه: «الحقائب التي نضعها على الجنود الأمريكيين هي لأمم فلسطين إلى سوريا». في ديسمبر / كانون الأول ألقت الشرطة التركية في وقت لاحق القبض على 12 من أعضاء TGB الذين وجهت إليهم تُهَمة الاعتداء وقال رئيس TGB اوجور ايتاك في إسطنبول عن الهجوم العنيف: فخور بأن يتم احتجازي لهذا السبب.

## احتجاجات أمام مطاعم ماكدونالدز
في عام 2008، نظمت هذه المجموعة احتجاجات أمام مطاعم ماكدونالدز. وهتفوا «فلسطين ليست وحدها في الجرائم ضد إسرائيل والولايات المتحدة». 
ماكدونالدز لديها أكثر من 250 مطعمًا يعمل بها 6000 موظف في تركيا.
افتتح الاتحاد مراكز آتيلا إيلخان الثقافية في عدة مدن لتعزيز قيمها بين الشباب. وستتبع مراكزها في أنقرة وإسطنبول وإزمير وإسكي شهر وأفيون مراكز جديدة في بورصة وديار بكر وإسكي شهر وسيواس وموغلا ومرسين وطرابزون وأرضروم وهاتاي ودنيزلي.